# محمد راشد
محمد راشد (عربی: محمد راشد سند الفضلي؛ زادهٔ ۱ ژوئیهٔ ۱۹۸۷) بازیکن فوتبال اهل کویت بود.
از باشگاه‌هایی که در آن بازی کرده‌است می‌توان به باشگاه ورزشی القادسیه کویت اشاره کرد.
وی همچنین در تیم ملی فوتبال کویت بازی کرده‌است.